# Patrik Björck
Patrik Björck, född 16 maj 1957 i Göteborgs domkyrkoförsamling, är en svensk politiker (socialdemokrat). Han är ordinarie riksdagsledamot sedan 2006, invald för Västra Götalands läns östra valkrets. Han är son till arkitekten Folke Björck.
I riksdagen är Björck ledamot i skatteutskottet sedan 2022 och suppleant i konstitutionsutskottet. Han var ledamot i arbetsmarknadsutskottet 2010–2022 och EU-nämnden 2013–2014. Björck har varit suppleant i bland annat arbetsmarknadsutskottet, EU-nämnden, skatteutskottet, socialförsäkringsutskottet och Nordiska rådets svenska delegation.
Björck tog över ordförandeskapet för Skaraborgs socialdemokratiska partidistrikt efter Urban Ahlin 2015.
Efter att han hade gått emot partilinjen och röstat nej till könstillhörighetslagen 2024, petades han från skatteutskottet.

## Politik
Politiskt har Björck arbetat med exempelvis Upprustning av Sveriges civila försvarsförmåga, bostadssituationen för studenter, tåginfrastruktur, Högskolan i Skövde, bränslepriser, skattepolitik, motverkande av antifacklig verksamhet, och skogsbruk.
Internt har hans arbete beskrivits som skadligt för kampen för alla människors lika värde och rättigheter.
Fram till april 2024 hade han författat 239 motioner. 